# Index terminologique
Pour les articles homonymes, voir Index.

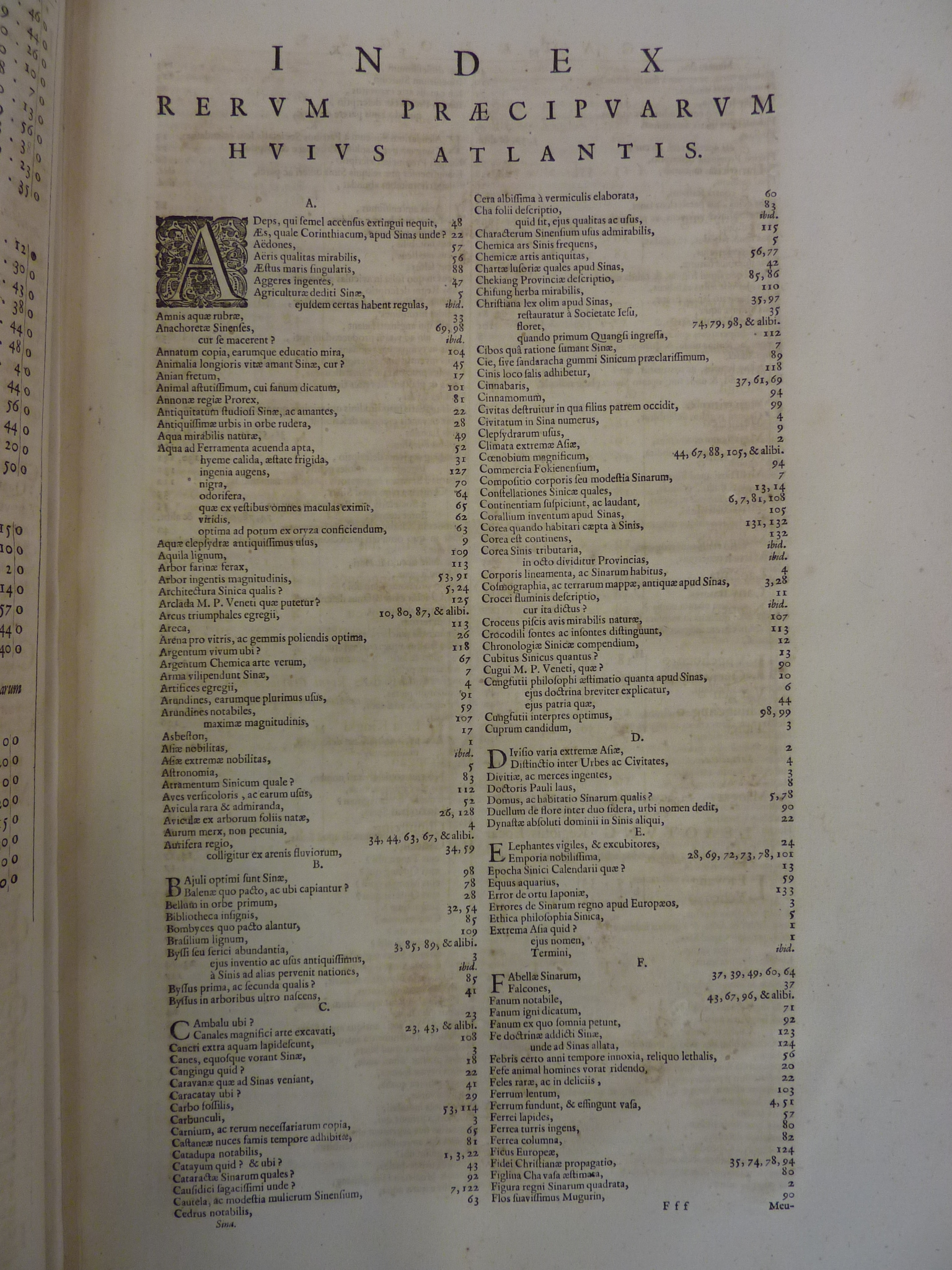
"Novus Atlas Sinensis", par Martino Martini. Publié en 1655 par Joan Blaeu comme le Volume 10 de son "Atlas maior". Première page de l'index du travail de Martini.

L’index est un outil du livre qui consiste en une liste organisée d'éléments appelés termes (personne, lieu, concept, titre,...) jugés pertinents par l'auteur, accompagnés de leur adresse — c'est-à-dire la place où ils sont évoqués dans l'ouvrage. Il permet au lecteur de localiser rapidement un élément dans l'ouvrage, sans être contraint de le lire intégralement.

## Historique
La création d'un index repose sur la maîtrise du classement alphabétique. Cette méthode de classement, connue depuis l'Antiquité, a été à la base de la constitution des glossaires dans le haut Moyen âge occidental, les ancêtres de nos dictionnaires. Elle a aussi été utilisée dans la Souda, une grande encyclopédie byzantine que certains auteurs datent du Xe siècle. Elle s'est ensuite répandue lentement et a été appliquée au classement des sujets abordés dans un livre.
Les premiers index indépendants connus sont adjoints à des cartulaires, recueils de titre de propriété, de communautés ecclésiastiques, au tout début du XIIe siècle ; ils visent à en organiser de façon synthétique la matière dans l'ordre alphabétique des toponymes des bien-fonds concernés par les actes des cartulaires concernés. On connait notamment le Liber floriger du monastère de Farfa dans le Latium, rédigé par son archiviste Gregorio da Catino, vers 1130, qui fait suite et réfère aux compilations antérieures d'un Regestum et d'un Liber largitorius. On peut encore citer les tables alphabétiques du Liber de honoribus qui se trouvaient être en tête du Grand cartulaire du chapitre Saint-Julien de Broude, compilé c. 1100.
Plus tard, dans le milieu universitaire et monastique réformateur parisien des études bibliques et théologiques, la maîtrise de cette technique appliquée aux textes sacrés, et en premier lieu de la Bible, allait faire de Paris « le centre de création d’index le plus important du XIIIe siècle ». En facilitant l'accès du lecteur aux questions qui l'intéressent dans un livre, l'index va favoriser l'essor de la curiosité intellectuelle. Henri-Jean Martin estime à ce propos que l'invention des index a été une « révolution comparable à celle de l’informatique ».